# Jennie Bleek
Jennie Bleek is een personage en running gag van de Nederlandse toneelschrijfster Maria Goos. Zowel in haar toneelstuk Familie, als Cloaca wordt ene "Jennie Bleek" genoemd als de vrouw met wie een van de hoofdpersonen (in Familie vader "Jan Tegenkamp"; in Cloaca "Joep") overspel pleegt. Jennie Bleek wordt ook genoemd in de verfilmingen van beide toneelstukken (Familie, en Cloaca). Ze komt niet in beeld.